# 1987-es US Open (tenisz)
Az 1987-es US Open az év negyedik Grand Slam-tornája volt. A US Open teniszbajnokságot ebben az évben 107. alkalommal rendezték meg szeptember 1–szeptember 14. között. A férfiaknál a cseh Ivan Lendl ismét megvédte címét, ahogyan a nőknél az amerikai színekben versenyző Martina Navratilova is, aki 46. Grand Slam-tornagyőzelmét aratva negyedszer nyerte a US Open női egyesét, 11. US Open bajnoki címét szerezve.

## Döntők

### Férfi egyes
Ivan Lendl -   Mats Wilander, 6–7(7), 6–0, 7–6(4), 6–4

### Női egyes
Martina Navratilova -  Steffi Graf, 7–6(4), 6–1

### Férfi páros
Stefan Edberg /  Anders Järryd -  Ken Flach /  Robert Seguso, 7–6(1), 6–2, 4–6, 5–7, 7–6(2)

### Női páros
Martina Navratilova /  Pam Shriver -  Kathy Jordan /  Elizabeth Smylie,  5–7, 6–4, 6–2

### Vegyes páros
Martina Navratilova /  Emilio Sánchez -  Betsy Nagelsen /  Paul Annacone, 6–4, 6–7(6), 7–6(12)

## Juniorok

### Fiú egyéni
David Wheaton –  Andrej Cserkaszov 7–6, 6–0

### Lány egyéni
Natallja Zverava –  Sandra Birch 6–0, 6–3

### Fiú páros
Goran Ivanišević /  Diego Nargiso –  Zeeshan Ali /  Brett Steven 3–6, 6–4, 6–3

### Lány páros
Meredith McGrath /  Kimberly Po –  Kim Il-soon /  Vang Si-ting 6–4, 7–5